# 亜梨
亜梨（あり、1988年7月30日 - ）は、日本の元AV女優。バースデーバースデー所属。

## 人物・来歴
- 身長:145cm
- スリーサイズ:B86(G)・W58・H83

- 趣味:お菓子作り
- 特技:電卓早打ち

### 略歴
2008年10月にkawaii*の専属女優としてAVデビュー。
2009年2月よりkawaii*と同じアウトビジョングループのMOODYZの作品に出演している。
2011年6月にAV女優としては引退し、2012年3月に撮影会モデルとしても引退した。

## 出演作品

### アダルトビデオ
2008年
- 新人! kawaii*専属デビュ→身長は145cm、でもオッパイはGカップ。 （10月25日、kawaii*） ※デビュー作
- LOVE♥ドッピュン!! メガ顔射スペシャル! （11月25日、kawaii*）
- kawaii*special ショートカット美少女デラックス! （12月25日、kawaii*）

2009年
- 真性中出し （2月1日、MOODYZ）
- ハイスクール乱交白書 3 3時間SPECIAL （3月13日、MOODYZ）
- 真性アナルFUCK （4月13日、MOODYZ）
- 愛しのザーメン （6月1日、MOODYZ）
- ふたなりWキャスト おちんちんガールズ 4時間スペシャル （7月13日、MOODYZ）
- パイパン×真性中出しSP （8月1日、MOODYZ）
- 真性飲尿FUCK （10月1日、MOODYZ）
- 真性浣腸オナラFUCK （11月13日、MOODYZ）
- ゴックンアイドル （12月1日、MOODYZ）

2010年
- 絶頂100アヴメ 白目・触手・失禁FUCK （1月1日、MOODYZ）
- 亜梨 BEST 8時間 （1月13日、MOODYZ） ※総集編
- バコバコバスツアー2010 ハイテンション大乱交天国!! （2月1日、MOODYZ）
- 女のカラダは美少女フィギュア系で選ぶ。（3月13日、E-BODY）
- 僕の妹はパイパン女子校生 （4月1日、MOODYZ）
- 最高のオナニーのために （5月1日、MOODYZ）
- 裏バコバコバスツアー2010 本編未収録! 鬼吸引フェラチオ天国!! （5月1日、MOODYZ）
- W真性中出し （6月13日、MOODYZ）…共演:浅乃ハルミ
- 命令されたがりイイナリMペット （7月13日、MOODYZ）
- ム〜ッチリな肉体 （8月13日、MOODYZ）
- ドリーム学園 13 （9月1日（DVD / Blu-ray）、MOODYZ）
- おしゃぶり学級委員長♥ （12月1日、MOODYZ）

2011年
- －ポルチオと催眠－ 亜梨、崩壊 （1月13日、MOODYZ）
- 亜梨ちゃんに逢いたくて… AV引退作 （6月1日、MOODYZ）